# 春木駅
春木駅（はるきえき）は、大阪府岸和田市春木若松町14-6にある、南海電気鉄道南海本線の駅。駅番号はNK22。

## 概要
岸和田競輪場の最寄り駅となっており、競輪開催時（場外発売日は除く）には、2005年11月27日の改正までは昼間時間帯のみ和歌山市駅発着の急行が臨時停車していた。なお、泉佐野駅・羽倉崎駅発着の急行や、多奈川線直通急行の停車駅でもあった。当駅に停車する急行電車は、一般の急行電車と区別するために、行先案内板等では、「急行」の両側に白線（ハイフン）を付し、【－急行－】という案内表示がなされ、「白線急行」ともいわれていた。競輪の重賞レース開催日などに運転される当駅始発の臨時急行や、2017年1月28日改正で深夜時間帯に設定される泉佐野行き急行は、当駅に停車し、この案内表示が使われる。
空港急行・区間急行は全列車が停車する。空港急行が停車する理由は、空港線開業時に、泉佐野駅・羽倉崎駅折り返しの急行が空港急行に変更されたためである（多奈川線直通急行はこの時点で既に廃止）。

## 歴史
- 1914年（大正3年）10月18日：南海鉄道の大津駅（現・泉大津駅） - 岸和田駅間に新設。
- 1944年（昭和19年）6月1日：会社合併により近畿日本鉄道の駅となる。
- 1947年（昭和22年）6月1日：路線譲渡により南海電気鉄道の駅となる。
- 1977年（昭和52年）2月28日：貨物営業廃止[1]。
- 2005年（平成17年）11月27日：ダイヤ改正により当駅3番線始発の上り準急が設定される。
- 2012年（平成24年）4月1日 ：駅ナンバリングが導入され、使用を開始[2][3]。
- 2017年（平成29年）1月14日：西口新駅舎の供用を開始[4]。

## 駅構造

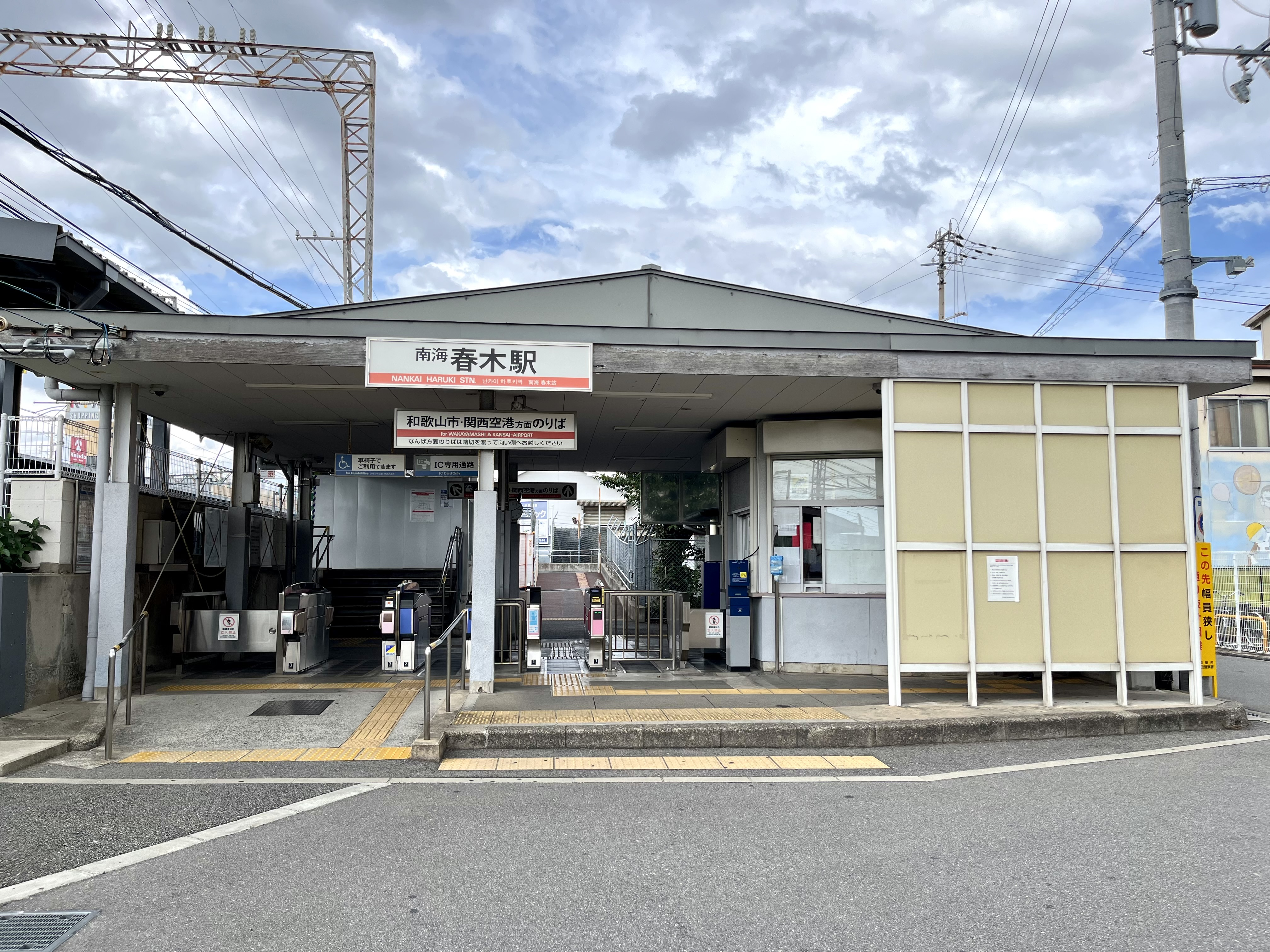
東駅舎（和歌山市方面乗り場）

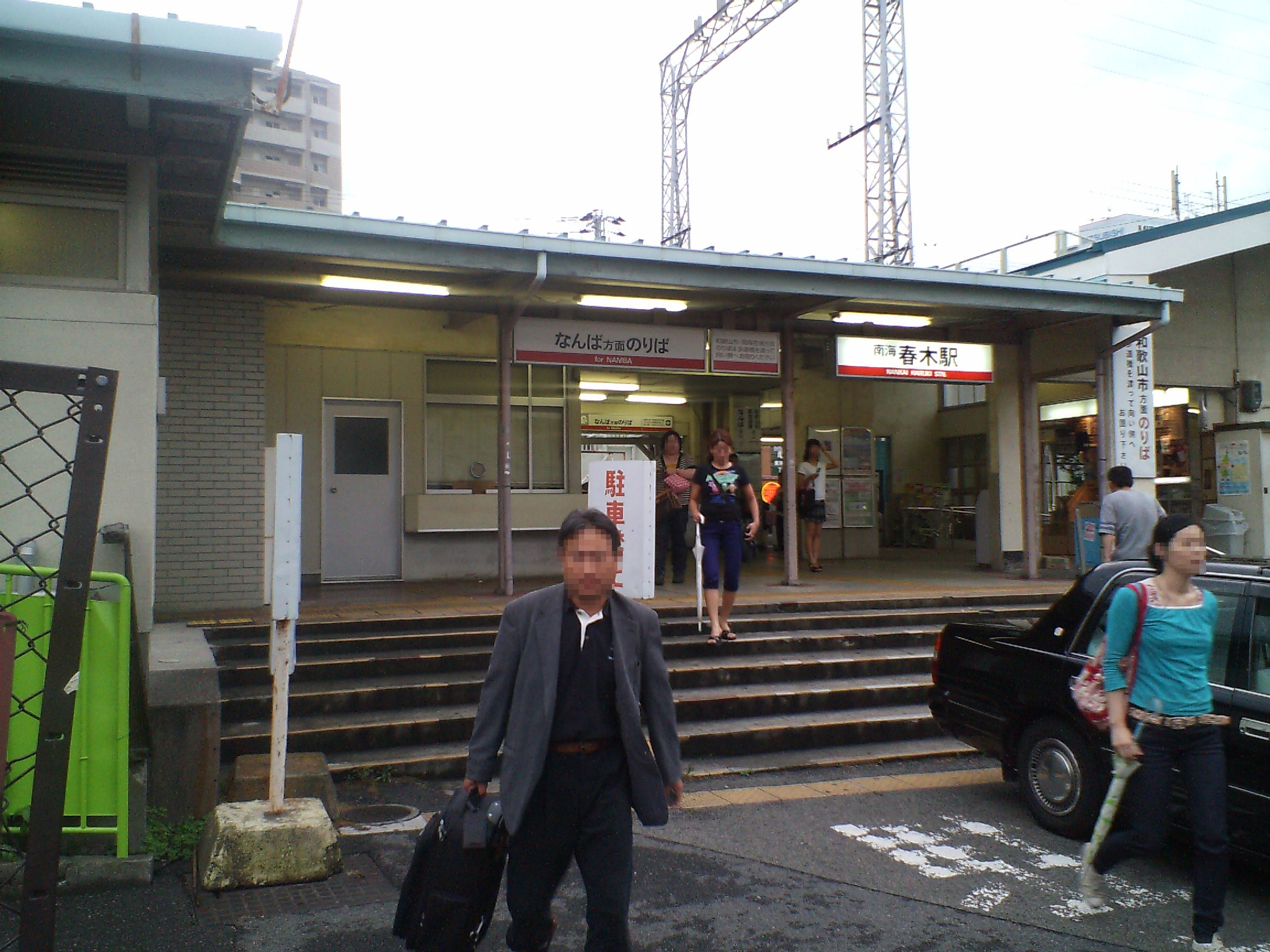
2017年に廃止されたなんば方面乗り場（西駅舎）

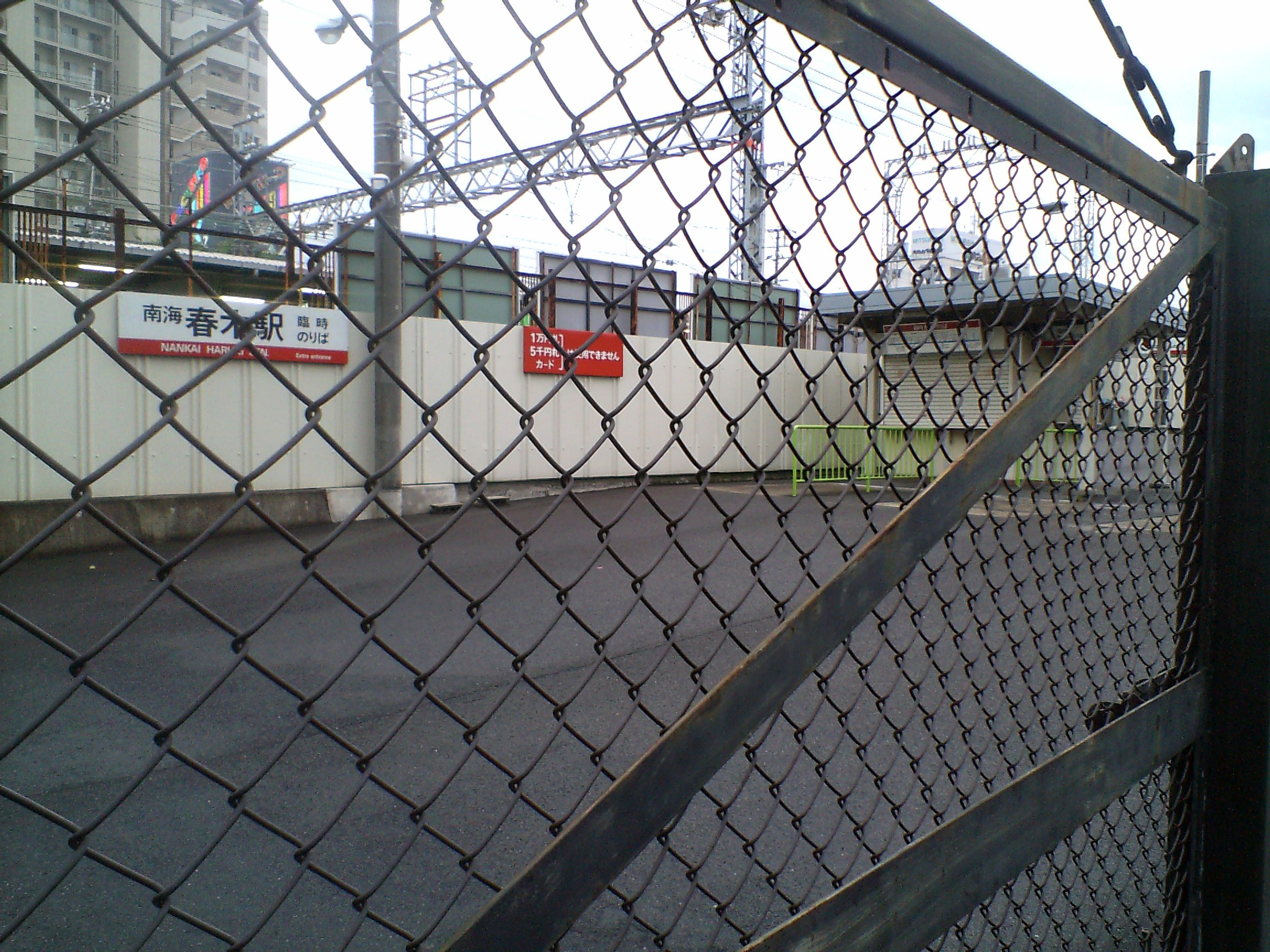
普段は使われない臨時乗り場（廃止）

単式・島式の複合型2面3線のホームを持つ地平駅である。
改札口は上下線のホームごとに独立しており、入場後のホーム同士の往復は不可能。なんば方面行き駅舎には臨時改札口（入口専用）もあったが、2017年にこの改札口の跡地に上り駅舎が移設された。トイレは設置されている。

### のりば
| のりば | 路線   | 方向 | 行先                   | 備考     |
| ------ | ------ | ---- | ---------------------- | -------- |
| 1      | 南海線 | 下り | 関西空港・和歌山市方面 |          |
| 2      | 南海線 | 上り | なんば方面             |          |
| 3      | 南海線 | 上り | なんば方面             | 当駅始発 |

単式ホームが1番線、島式ホームが2・3番線となっている。3番線は和歌山市駅方が行き止まりとなっており当駅始発用となっている。
3番線ホーム西側には、業務用車両留置用の側線（非電化）がある。
| ← 南海本線 なんば方面                                        | 春木駅配線図 | → 南海本線 和歌山市方面 |
| 凡例 出典:鉄道ピクトリアル 2008年8月臨時増刊「南海電気鉄道」 |              |                         |

## 利用状況
2019年（令和元年）次の1日平均乗降人員は14,736人（乗車人員：7,582人、降車人員：7,154人）である。
各年次の1日平均乗降人員数は下表の通り。
| 年次   | 1日平均 乗降人員 | 順位 | 出典   |
| ------ | ---------------- | ---- | ------ |
| 2000年 | 16,503           | -    | [ 6 ]  |
| 2001年 | 16,190           | -    | [ 7 ]  |
| 2002年 | 16,260           | -    | [ 8 ]  |
| 2003年 | 16,140           | -    | [ 9 ]  |
| 2004年 | 15,768           | -    | [ 10 ] |
| 2005年 | 15,736           | 20位 | [ 11 ] |
| 2006年 | 15,805           | -    | [ 12 ] |
| 2007年 | 15,490           | -    | [ 13 ] |
| 2008年 | 15,341           | -    | [ 14 ] |
| 2009年 | 14,922           | -    | [ 15 ] |
| 2010年 | 14,748           | -    | [ 16 ] |
| 2011年 | 14,546           | 21位 | [ 17 ] |
| 2012年 | 14,701           | 21位 | [ 18 ] |
| 2013年 | 15,039           | 21位 | [ 19 ] |
| 2014年 | 14,599           | 21位 | [ 20 ] |
| 2015年 | 14,845           | 20位 | [ 21 ] |
| 2016年 | 14,789           | 20位 | [ 22 ] |
| 2017年 | 14,745           | 20位 | [ 23 ] |
| 2018年 | 14,694           | 19位 | [ 24 ] |
| 2019年 | 14,736           | 19位 | [ 25 ] |

## 駅周辺
駅の北側に長崎屋を核テナントとするショッピングセンター（ラパーク岸和田）があり、その北隣に岸和田競輪場がある。駅の南側に商店街が東西に延びる。かつて駅の東西を結ぶ跨線橋があったが廃止された。
- 春木若松郵便局
- 岸和田市立北中学校
- 岸和田メディカルセンター
  - 泉州北部小児初期救急広域センター
  - 社団法人岸和田市医師会
  - 岸和田市医師会看護専門学校（看護専門課程・看護高等課程）
- 岸和田徳洲会病院
- 岸和田市立文化会館（マドカホール）・岸和田市中央公園・岸和田市総合体育館
- 大阪地方裁判所岸和田支部・大阪家庭裁判所岸和田支部・岸和田簡易裁判所

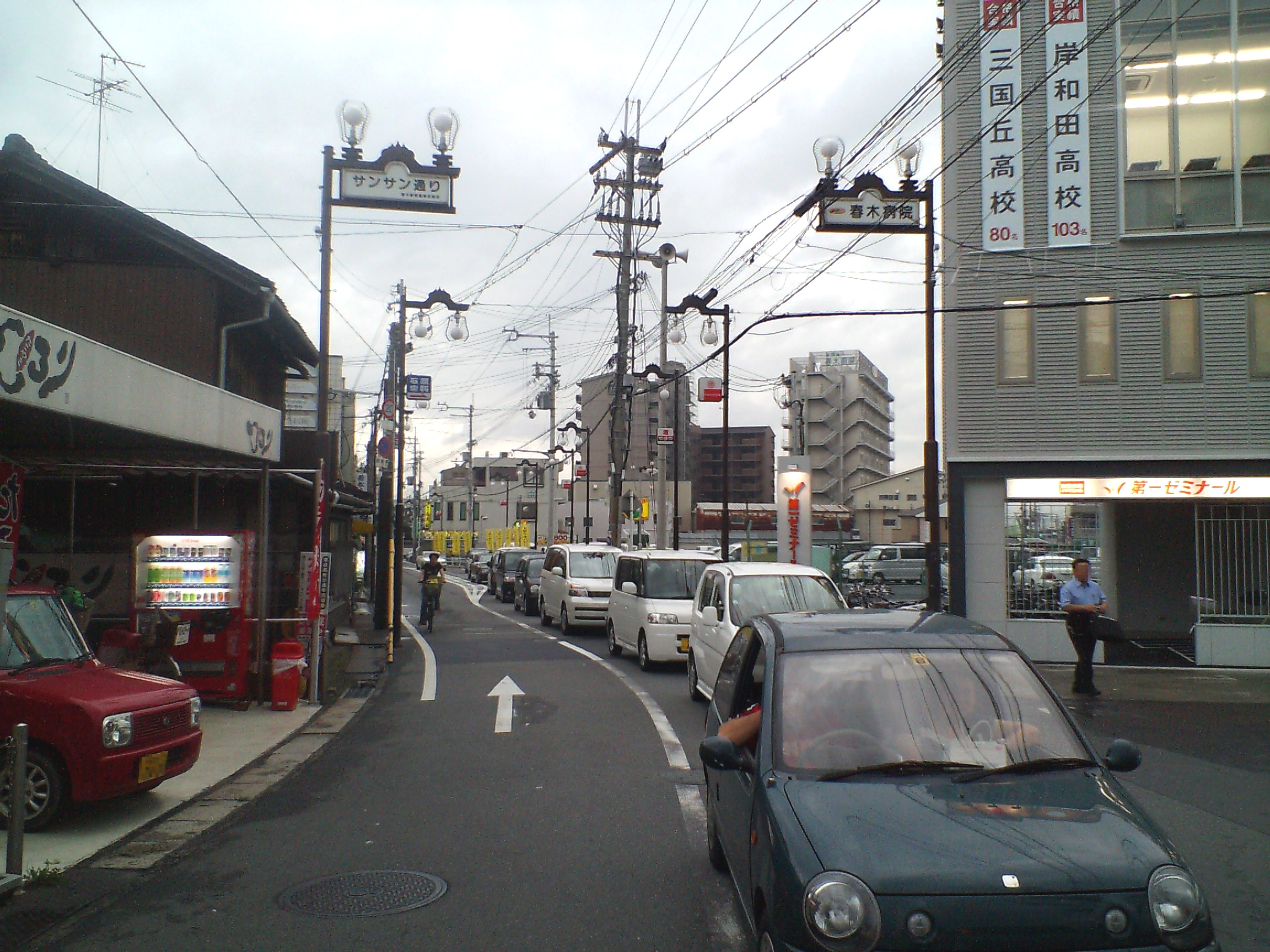
春木駅前商店街（駅西側）
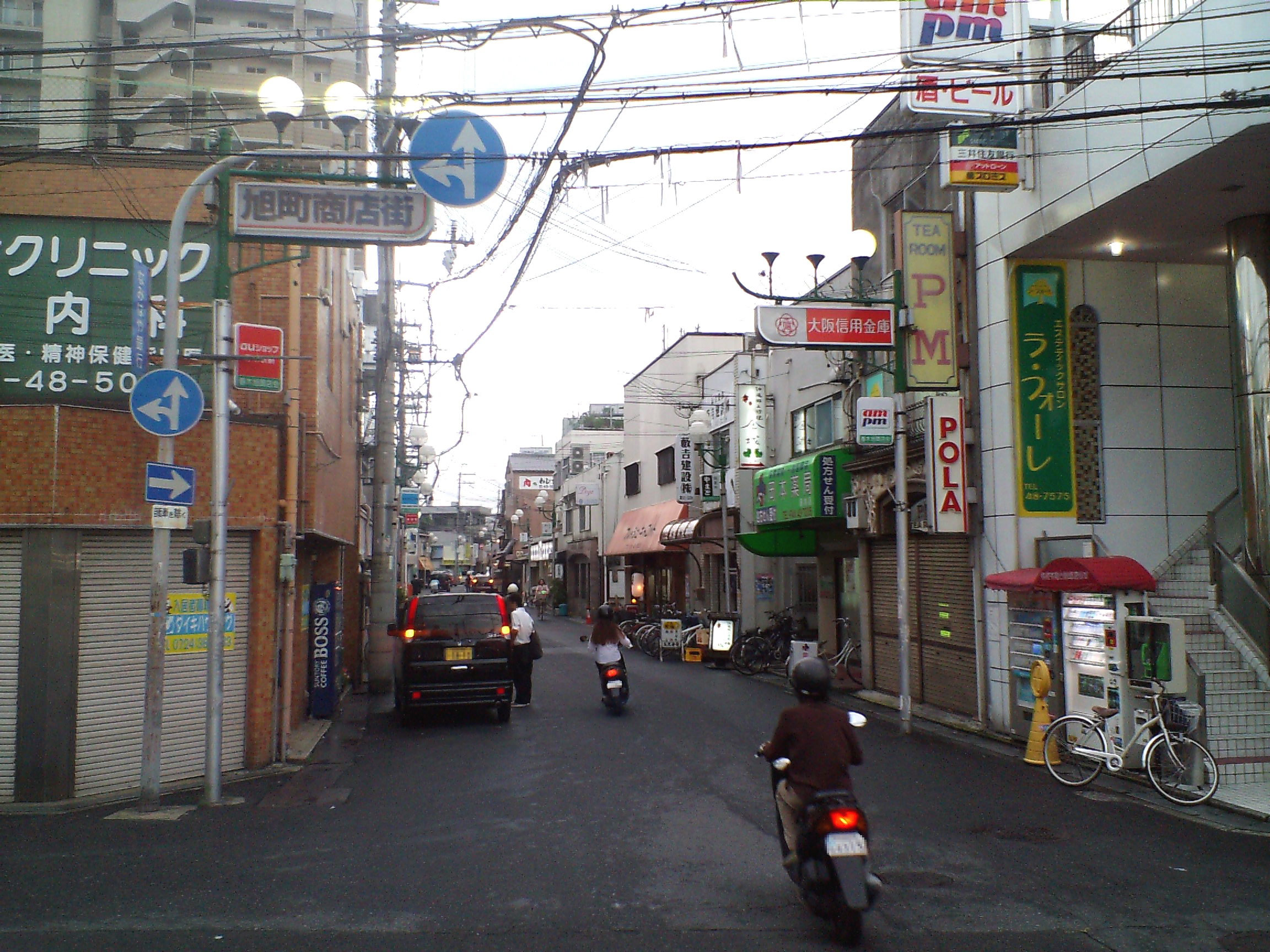
旭町商店街（駅東側）
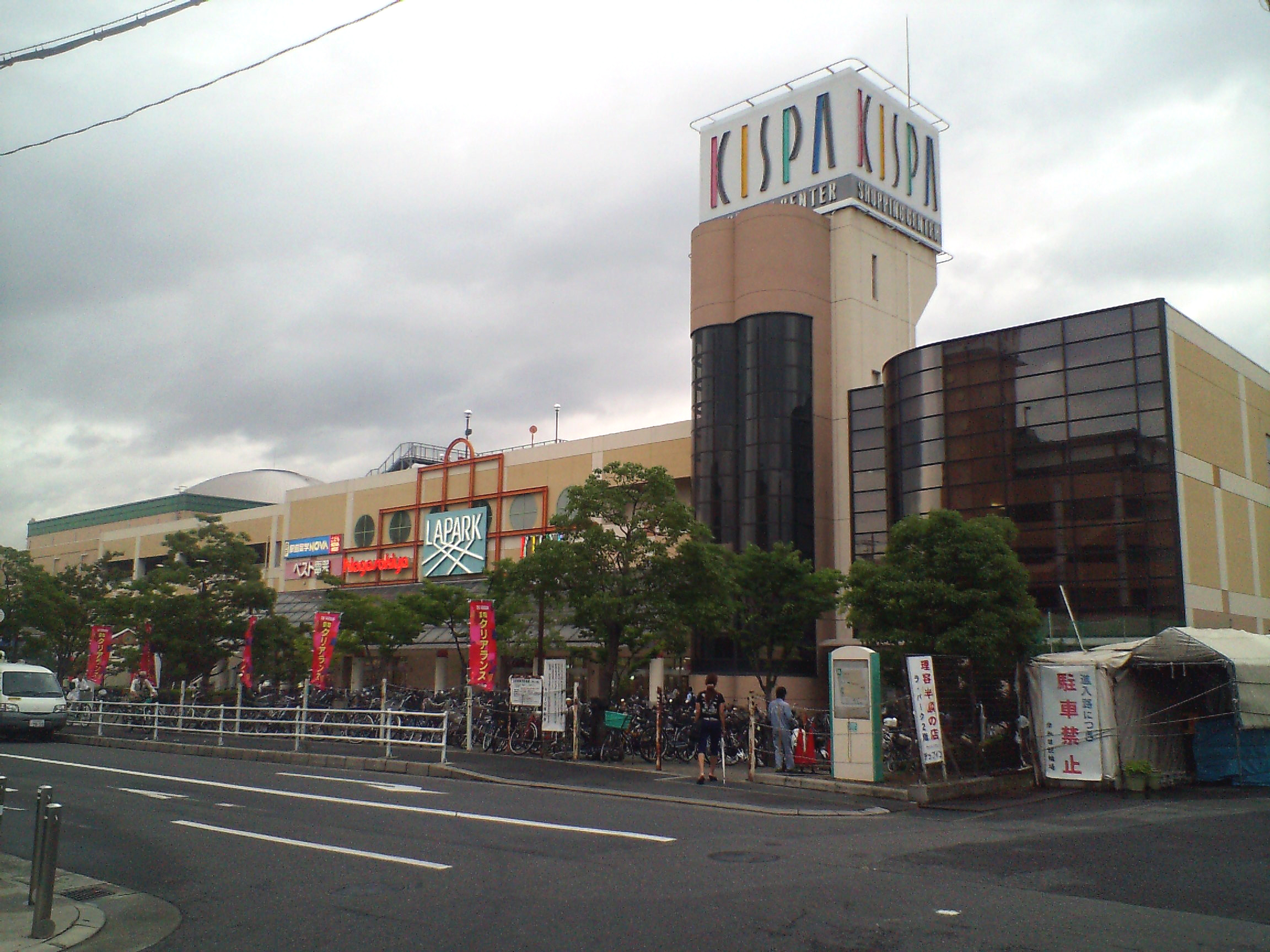
ラパーク岸和田 岸和田市春木若松町21-1

## 隣の駅
南海電気鉄道
 南海本線
■特急サザン・■急行（下記以外の列車）
通過
■－急行－（泉佐野行きの列車）・■空港急行・■区間急行
泉大津駅 (NK20) - 春木駅 (NK22) - 岸和田駅 (NK24)
■準急（難波行きのみ運転）・■普通
忠岡駅 (NK21) - 春木駅 (NK22) - 和泉大宮駅 (NK23)
- 括弧内は駅番号を示す。